# Elliot Ekmark
Bo Elliot Ekmark, född 29 januari 2002 i Linköping, är en svensk professionell ishockeyspelare som spelar för Kalmar HC i Hockeyallsvenskan. Hans moderklubb är Linköping HC och han gjorde seniordebut för klubben i SHL under säsongen 2019/20. Vid NHL-draften 2020 valdes Ekmark i den sjunde rundan av Florida Panthers, som 198:e spelare totalt. Under sin första tid i Linköping spelade han också som utlånad för Västerviks IK och IF Björklöven i Hockeyallsvenskan.
Inför säsongen 2023/24 anslöt han till Almtuna IS. Han spelade för klubben fram till mitten av februari 2025. Under tiden i Almtuna spelade han också som utlånad till HV71. Efter en kort återkomst till Linköping i början av 2025 anslöt han till Kalmar HC i april samma år.
2022 vann han ett JSM-guld med Linköping HC J20.

## Karriär
Ekmark påbörjade sin ishockeykarriär i moderklubben Linköping HC och spelade i klubbens ungdoms- och juniorsektioner fram till och med säsongen 2022/23. 2017/18 kombinerade han spel med klubbens U16-lag, där han var lagkapten, och J18-lag. Den efterföljande säsongen var han assisterande lagkapten i J18-laget och spelade också ett antal matcher för J20-laget. Säsongen 2019/20 spelade han främst för Linköping J20, men gjorde också debut i SHL. Han blev uttagen till en match mot Skellefteå AIK den 3 oktober 2019, dock utan någon speltid. Senare samma månad gjorde han sin första SHL-match med speltid, mot IK Oskarshamn den 19 oktober. Totalt noterades Ekmark för fyra SHL-matcher, utan att göra några poäng.
Säsongen 2020/21 spelade Ekmark sju matcher för Linköping J20, men då J20-serien ställdes in på grund av Covid-19-pandemin började han få mer speltid med seniorlaget i SHL. Den 26 januari 2021 gjorde han sitt första SHL-mål, på Samuel Ersson, i en 3–5-seger mot Brynäs IF. Totalt spelade han 31 grundseriematcher i SHL denna säsong.
Den 22 april 2021 bekräftades det att Ekmark skrivit ett tvåårskontrakt med Linköping. Han inledde sedan säsongen 2021/22 med Linköping. Den 1 februari 2022 bekräftade klubben att Ekmark dubbelregistrerats för att också kunna spela med Västerviks IK i Hockeyallsvenskan. Han gjorde debut i Hockeyallsvenskan några dagar senare, den 6 februari, i en match mot Västerås IK. I sin andra match för Västervik gjorde han sitt första mål för klubben och i serien, på Olof Lindbom, i en 3–7-förlust mot Kristianstads IK. Totalt spelade han tre matcher för Västervik. Efter att ha återvänt till Linköping bröt Ekmark benet i säsongens sista match, vilket gjorde att han fick opereras. I SHL spelade han 44 grundseriematcher och noterades för två mål och en assistpoäng.
I början av säsongen 2022/23 bröt Ekmark båtbenet under en match med Linköpings J20-lag och missade därefter 21 matcher i SHL. Han noterades för ett mål och två assistpoäng på sju grundseriematcher för Linköping denna säsong. I januari 2023 stod det klart att Ekmark lånats ut till IF Björklöven i Hockeyallsvenskan. Ekmark spelade för Björklöven säsongen ut och stod för två mål och en assistpoäng på 16 grundseriematcher. Han fick mindre speltid i det följande slutspelet där Björklöven tog sig till semifinalspel, där man slogs ut av Djurgårdens IF med 4–2 i matcher. Ekmark spelade nio av dessa slutspelsmatcher och stod för en assist. Kort efter säsongens slut stod det klart att Ekmark lämnat Linköping.
Den 3 augusti 2023 bekräftades det att Ekmark skrivit ett tvåårsavtal med Almtuna IS i Hockeyallsvenskan. På 51 grundseriematcher noterades Ekmark för 30 poäng (varav nio mål) och var därmed en av de poängmässigt bästa spelarna i laget. Han var också den i laget, tillsammans med Léon Lerebäck, som ådrog sig flest utvisningsminuter (35). Almtuna slogs ut i Hockeyallsvenskans slutspel av Nybro Vikings IF med 2–0 i matcher i åttondelsfinal. Inför säsongen 2024/25 utsågs Ekmark till en av de assisterande kaptenerna för Almtuna. Den 23 december 2024 bekräftades det att Ekmark lånats ut till HV71 i SHL, för vilka han spelade två matcher. Han återvände till sedan till Almtuna och spelade totalt 42 grundseriematcher för klubben, och noterades för elva mål och nio assistpoäng. Den 14 februari 2025 stod det klart att Ekmark lämnat klubben och återvänt till Linköping HC för återstoden av säsongen. Han spelade de tio sista grundseriematcherna för klubben och stod för ett mål.
Den 25 april 2025 stod det klart att Ekmark skrivit ett tvåårsavtal med Kalmar HC i Hockeyallsvenskan.

## Statistik
| 2019–20                  | Linköping HC             | SHL                      | 4   | 0  | 0  | 0  | 0  | —  | — | — | — | — |
| 2020–21                  | Linköping HC             | SHL                      | 31  | 1  | 0  | 1  | 2  | —  | — | — | — | — |
| 2021–22                  | Linköping HC             | SHL                      | 44  | 2  | 1  | 3  | 12 | —  | — | — | — | — |
| 2021–22                  | Västerviks IK            | HA                       | 3   | 1  | 0  | 1  | 2  | —  | — | — | — | — |
| 2022–23                  | Linköping HC             | SHL                      | 7   | 1  | 2  | 3  | 0  | —  | — | — | — | — |
| 2022–23                  | IF Björklöven            | HA                       | 16  | 2  | 1  | 3  | 0  | 9  | 0 | 1 | 1 | 0 |
| 2023–24                  | Almtuna IS               | HA                       | 51  | 9  | 21 | 30 | 35 | 2  | 0 | 0 | 0 | 0 |
| 2024–25                  | Almtuna IS               | HA                       | 42  | 11 | 9  | 20 | 10 | —  | — | — | — | — |
| 2024–25                  | HV71                     | SHL                      | 2   | 0  | 0  | 0  | 2  | —  | — | — | — | — |
| 2024–25                  | Linköping HC             | SHL                      | 10  | 1  | 0  | 1  | 0  | —  | — | — | — | — |
| Hockeyallsvenskan totalt | Hockeyallsvenskan totalt | Hockeyallsvenskan totalt | 112 | 23 | 31 | 54 | 47 | 11 | 0 | 1 | 1 | 0 |
| SHL totalt               | SHL totalt               | SHL totalt               | 98  | 5  | 3  | 8  | 16 | —  | — | — | — | — |